# جک فانتین
جک فانتین (انگلیسی: Jack Fountain; ۲۷ مهٔ ۱۹۳۲ – اوت ۲۰۱۲ (۸۰ ساله)) بازیکن فوتبال اهل بریتانیا بود.
از باشگاه‌هایی که در آن بازی کرده‌است می‌توان به باشگاه فوتبال سوئیندون تاون، باشگاه فوتبال یورک سیتی، و باشگاه فوتبال شفیلد یونایتد اشاره کرد.